# 코스파이아 공화국
코스파이아 공화국(이탈리아어: Repubblica di Cospaia, 현지방언: Republica de' CošpäjaCospaia)은 1440년부터 1826년까지 독립한 이탈리아의 북부 움브리아주에 있던 작은 국가였다. 그것은 페루자도 산주스티노 지방자치제(코무네)에 있는 현재의 코스파이아의 작은 마을(프라치오네)에 있었다.

## 역사
교황령과 메디치가가 통치하던 피렌체 공화국 사이의 국경을 다시 정하는 과정에서 실수로 탄생했다. 그리고 정부와 법률도 없이 300년 넘게 존재했었다.
테베레강 상류에서 갈라져 나온 작은 강을 새로운 국경으로 삼기로 했으나 서로 다른 두 강을 국경으로 정하면서 그 사이에 어떤 국가에도 속하지 않은 땅이 생겨나게 되어 작은 마을이 독립해서 코스파이아 공화국이 되었다.
민족들은 코스파이아 공화국을 자유로운 나라로 만들기로 결심하고 정부, 법률, 군대를 세금 없이하되 중요한 문제는 협의로 결정하며 평온하게 지냈다.
직접 재배한 농산물을 주변국에 판매하기도 하였고 대마초 재배를 시작한 이후로는 코스파이아 공화국의 대마초가 주변국들의 인기를 끌면서 대마초 판매로 번영을 누렸었다.
그러나 교황령과 토스카나 대공국이 코스파이아를 유심히 지켜보기 시작했고 1826년 두 나라가 코스파이아 공화국을 둘로 나눠 교황령과 토스카나 대공국으로 흡수하면서 역사 속으로 사라졌다.

## 같이 보기
- 세나리카 공화국
- 이탈리아의 역사적 국가 목록
- 유럽의 마이크로스테이트
- 공화국 목록